# Sophie Dodemont
Sophie Dodemont (ur. 30 sierpnia 1973 r. w Pont-Sainte-Maxence) – francuska łuczniczka, brązowa medalistka igrzysk olimpijskich.
Na igrzyskach olimpijskich w 2008 roku w Pekinie reprezentowała francuską drużynę kobiecą razem z Bérengère Schuh i Virginie Arnold. W pojedynku o trzecie miejsce pokonały Brytyjki, zdobywając brązowy medal. Wystąpiła również w zawodach indywidualnych, lecz przegrała w pierwszej rundzie z Niemką Anją Hitzler.